# PS-01 Komar
PS-01 Komar (ros. ПС-01 «Комар») – doświadczalny radziecki bezzałogowy statek powietrzny przeznaczony do rozpoznania.

## Historia
Opracowanie konstrukcji rozpoczął w 1978 r. zespół składający się studentów ze J. Timoszyna, R. Ambarcumiana i W. Sołowjewa. Wersja finalna maszyny została opracowana jako projekt pracy dyplomowej W. Sołowjewa. Prace odbywały się w Przemysłowym Biurze Projektów Specjalnych Moskiewskiego Instytutu Lotniczego (ros. Отраслевое специальное конструкторское бюро МАИ – ОСКБЭС МАИ). Konstrukcja powstawała na zamówienie przemysłu zbrojeniowego ZSRR, przewidywano również dla niej zastosowania cywilne.
W tunelu aerodynamicznym ADT-102 Centralnego Instytutu Aerohydrodynamicznego (CAGI) przeprowadzono jego badania. Pierwszy egzemplarz PS-01 Komar został przetestowany w 1981 r., drugi w 1982 r. Przeprowadzono badania aparatu w locie, wykonano je na holu za śmigłowcem.
Dron charakteryzował się nowatorskimi rozwiązaniami konstrukcyjnymi, z których najważniejszymi były składane skrzydła oraz modułowa budowa kadłuba umożliwiająca wykorzystanie głowic zawierających wyposażenie wymagane przy realizacji aktualnego zadania. Składane skrzydła i modułowa konstrukcja umożliwiły transport urządzenia w kontenerze o wymiarach 2,2 na 0,8 metra. Przygotowanie maszyny do lotu z kontenera transportowego odbywało się w krótkim czasie, dzięki zastosowaniu łączeń z automatycznymi blokadami właściwego położenia elementów ruchomych.
Po raz pierwszy w Związku Radzieckim w konstrukcji został zastosowany układ otunelowanego śmigła i systemu sterowania umieszczonego wewnątrz jego pierścienia. Do napędu użyto dwóch benzynowych dwucylindowych silników spalinowych MP-5 „Ural-2” w układzie boksera. 
Początkowo w konstrukcji maszyny zastosowano elementy drewniane, które w późniejszym czasie zostały zastąpione włóknem szklanym. Dron startował z katapulty, lądowanie odbywało się z wykorzystaniem spadochronu, którego zasobnik znajdował się w części ogonowej. Przewidywano również możliwość startu urządzenia po zrzuceniu go przez nosiciela. Zastosowana konstrukcja maszyny w układzie bezogonowym ze skrzydłem o małym wydłużeniu pozwoliła na stworzenie stabilnej platformy do przenoszenia wyposażenia rozpoznawczego. Zbudowano trzy egzemplarze drona, które wykorzystano do testów. Konstrukcja nie była rozwijana w późniejszych latach. Doświadczenia uzyskane przy budowie Komara wykorzystano do stworzenia seryjnego drona Szmiel-1.